# Ignaz Hübner
Ignaz Hübner, též Ignatz Hübner (28. srpna 1855 Vesec – 30. března 1929 Vesec), byl československý politik německé národnosti a meziválečný senátor Národního shromáždění.

## Biografie
Pocházel ze skromných poměrů. Začínal jako dělník a živnostník, později se stal zemědělcem. Profesí byl rolníkem ve Vesci u Liberce. Byl starostou obce. Působil rovněž jako člen okresního zastupitelstva v Liberci a okresního výboru. Za první republiky byl i členem liberecké okresní správní komise.
Po roce 1918 se podílel na vzniku strany BdL. Patřil také mezi zakladatele okresního zemědělského a lesnického svazu v Liberci.
V parlamentních volbách v roce 1920 získal za Německý svaz zemědělců (BdL) senátorské křeslo v Národním shromáždění. Senátorem byl do roku 1925.
Zemřel v březnu 1933 v obci Dörfel (Vesec u Liberce, starší český název Víska).